# Ruthénie noire
La Ruthénie noire (en allemand : Schwarzruthenien) ou Russie noire (en ruthène Чорная Русь ; en polonais : Ruś Czarna) est le nom d'un région historique située dans le sud-ouest de l'actuelle Biélorussie. 

## Géographie
La région s'étend du cours supérieur du Niémen au nord jusqu'aux marais du Pripiat au sud, où elle est limitrophe avec la Polésie, et à la région source de la Narew dans la forêt de Białowieża à l'ouest. Sa capitale historique est la ville de Navahroudak (Novogroudok) ; parmi les autre villes importantes figurent Baranavitchy, Niasvij, Slonim, Sloutsk et Vawkavysk.

## Historique
Au début du XIIe siècle, la plupart de la région appartient aux principautés de Polotsk et de Tourov et Pinsk. Vers 1240, elle fut conquise par les forces de Mindaugas, grand-duc de Lituanie, qui a réussi à défendre le pays contre les attaques du prince Daniel de Galicie. Pendant des siècles, la Ruthénie noire faisait partie intégrante du grand-duché de Lituanie et de la république des Deux Nations.
À partir de 1507, la région était incorporée dans la voïvodie de Nowogródek. La partie orientale, autour de la ville de Sloutsk, est annexée par l'Empire russe au cours du deuxième partage de la Pologne en 1793 et rattachée au gouvernement de Minsk nouvellement créé. Deux ans plus tard, au troisième partage, la partie restante est incorporée dans le gouvernement de Grodno. 
En 1921, la partie occidentale passe à la république de Pologne restaurée. En 1939, et définitivement en 1945, toute la région échoit à la république socialiste soviétique de Biélorussie au sein de l'Union soviétique.

## Princes de Ruthénie noire
- ?-? Erdywil
- après 1185-1192 Mingayl
- 1192-? Skirmunt
- ?-1239 Treniota

- -1239 une région de la Principauté de Hrodna (Grodno) ?

- 1239-1254 Vaišvilkas (fils de Mindaugas de Lituanie)
- 1254-1258 Daniel Ier de la Principauté de Galicie-Volhynie
- 1258-1267 Vaišvilkas (fils de Mindaugas de Lituanie)

- 1264-1341 la principauté est intégrée au Grand-duché de Lituanie

- ?-1341 Narimantas, fils de Gediminas de Lituanie
- 1341-1347 Koriat (Michel), fils de Gediminas de Lituanie
- 1347-13?? Woidete, fils de Kęstutis de Lituanie
- 13?? -1381 Butaw (Henri), fils de Kęstutis de Lituanie

- 1381-1386 la principauté est intégrée au Grand-duché de Lituanie

- 1384 Yuriy, fils de Woidete
- 1386-1390 Towtiwil, fils de Kęstutis de Lituanie
- 1390-1440 Sigismond Korybut, fils de Kęstutis de Lituanie
- 1440-1441 Michel Boleslas, fils de Sigismond Korybut

- 1441- la Ruthénie noire est incorporée à la principauté de Grodno ?